# 宝丰镇 (竹山县)
宝丰镇是中國湖北省竹山县下辖的一个镇。人口59857人，面积191平方千米。

## 区划
镇政府驻宝丰街，辖1个居委会、27个村委会:宝丰、候家湾、小堰、上坝、花栎树、双庙、深沟、公平、龙井、韩溪河、下坝、清泉、新茶、曹家沟、白沙河、铧厂、垭子街、东河、喻家塔、曹家湾、漆树扒、双河口、新河、水田坪、桂坪、石串、车家沟、秦家河、七里岗、梁家庄、柳家庄。

## 教育
- 竹山县第二中学
- 宝丰镇中学